# Ornamentos exteriores (heráldica)

Ornamentos exteriores de un cardenal arzobispo

La heráldica se extiende también al exterior del escudo, que puede recibir ornamentos exteriores. Este puede estar notablemente surmontado de una corona o de un yelmo, rodeado de collares de órdenes a las que el titular de las armas pertenece, mantenido por figuras llamadas tenantes cuando son humanos, soportes cuando son animales y sostenes cuando son objetos inanimados. El conjunto puede descansar sobre una terraza o un zócalo (Pedestal). Las armas están frecuentemente acompañadas de lemas que se ubican por debajo del escudo, tales como "Dieu et mon droit" (Dios y mi derecho) de los soberanos británicos, o de gritos de guerra que se ubican por encima del escudo, tales como "Montjoie Saint-Denis" de los reyes de Francia, o el  "Santiago" de la Monarquía Hispánica. Finalmente, las armas puede ser rodeadas de una tela, llamada canópeo si sube hasta por encima del escudo o manto si sólo lo rodea.
Estos ornamentos exteriores suelen indicar el rango, los cargos, las dignidades, las funciones de los poseedores. Así, en Francia, los grandes oficiales de la Corona portaban soportes específicos a su cargo, como los dos bastones flordelisados de los mariscales. Así mismo, los pabellones están reservados a los soberanos y los mantos, en Francia y el Reino Unido a los pares. Se ha intentado, también, jerarquizar las coronas y los hombres según el grado de la jerarquía nobiliaria pero eso no tiene importancia real en la época contemporánea.
El origen de todos los ornamentos anteriores se halla en los torneos de la Edad Media. La manera de timbrar los escudos data del siglo XV. Por su parte, la costumbre de poner las cruces de las órdenes militares debajo del escudo tiene su origen en la práctica de los cruzados de llevar sus insignias encima del vestido sobre el que aplicaban el escudo en las batallas.

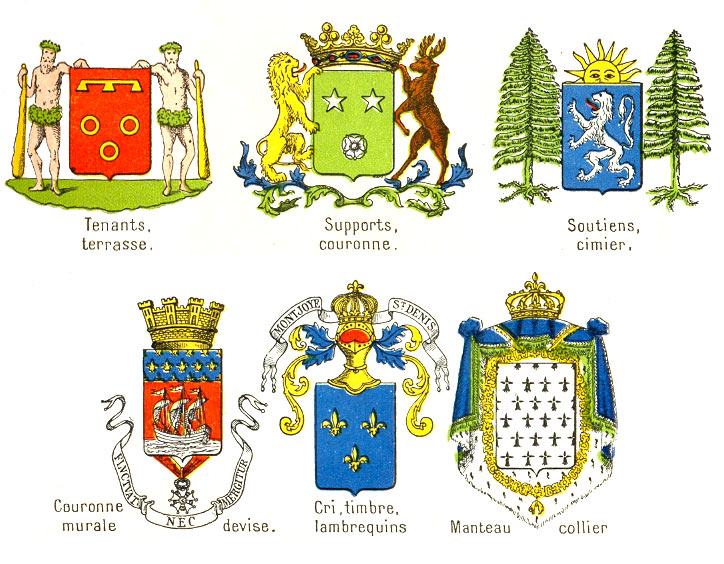
Los ornamentos exteriores del escudo según el Larousse 1922

## A

### Abad
ver: § Iglesia católica

### Acolado
Las armas pueden ser acolados por insignias lineales: bastón de mariscal, cetro, mano de justicia, estandarte, cruz de procesión, cruz de abad, bastón pastoral...

### Almirante
Los almirantes portan un yelmo de plata tarado de frente y con nueve barrotes, con las piezas de la visera móvil, el bordeado y las puntas de los remaches de oro.
El general de las galeras porta en palo detrás del escudo un ancla de oro a tres brazos, la traba flordelisada. El escudo de los almirantes está puesta sobre dos anclas de oro en sotuer, las trabas flordelisadas. El vicealmirante porta un ancla de plata en palo, la traba flordelisada.

### Arzobispo
ver: § Iglesia católica

## B

### Báculo
ver : § Iglesia Católica

### Bandera
Puede ser una oriflamma (), pendón (), estandarte () o gonfanon ().

### Bandereta
Se dice de un vuelo, cuando está constituido no por alas sino por pequeños estandartes.

### Banderola
Pequeña pieza de tela fijada sobre un asta. Está condecorada con una divisa o un grito de guerra. Sinónimo de listón.

### Barón
Los barones tienen un escudo surmontado de un casco de plata tarado de tres cuartos a cinco barrotes. Los barones del imperio portan un franco cuartel siniestro de plata cargado de una figura de gules, un tocado de terciopelo negro, remangado de contravero, con un burelete de plata, surmontado de tres plumas de plata y cuatro lambrequines de plata.

### Birrete
El birrete era la insignia propia de cancilleres, presidentes de parlamentos o cancillerías. Los príncipes electores del antiguo Sacro Imperio Romano-Germánico, usaron la birreta germánica que era un bonete de grana con faja de armiño.

## C

### Caballería abanderada
En heráldica del imperio, los caballeros portaban una insignia sobre una pieza honorable de gules: una estrella para los legionarios de la Legión de Honor, anillado si no.

### Canópeo
Llamado también umbraculum o pavillón es una suerte de parasol medio abierto, a los colores papales gules y oro. El canópeo es el timbre heráldico de las basílicas.
Acompañado de las llaves de San Pedro, es el emblema de la Iglesia católica, especialmente de su poder temporal, del Colegio Cardenalicio, de la Cámara Apostólica, de los seminarios e instituciones pontificias y también de la Santa Sede cuando está vacante (representando la tumba de Pedro, protegida por la basílica de San Pedro en Roma).
Durante la sede vacante del papado, el cardenal camarlengo timbra sus armas con un canópeo.

### Cardenal
ver: § Iglesia católica

### Cartucho
Cuadro, o volutas, rodeando a veces el escudo, siguiendo la fantasía del artista.

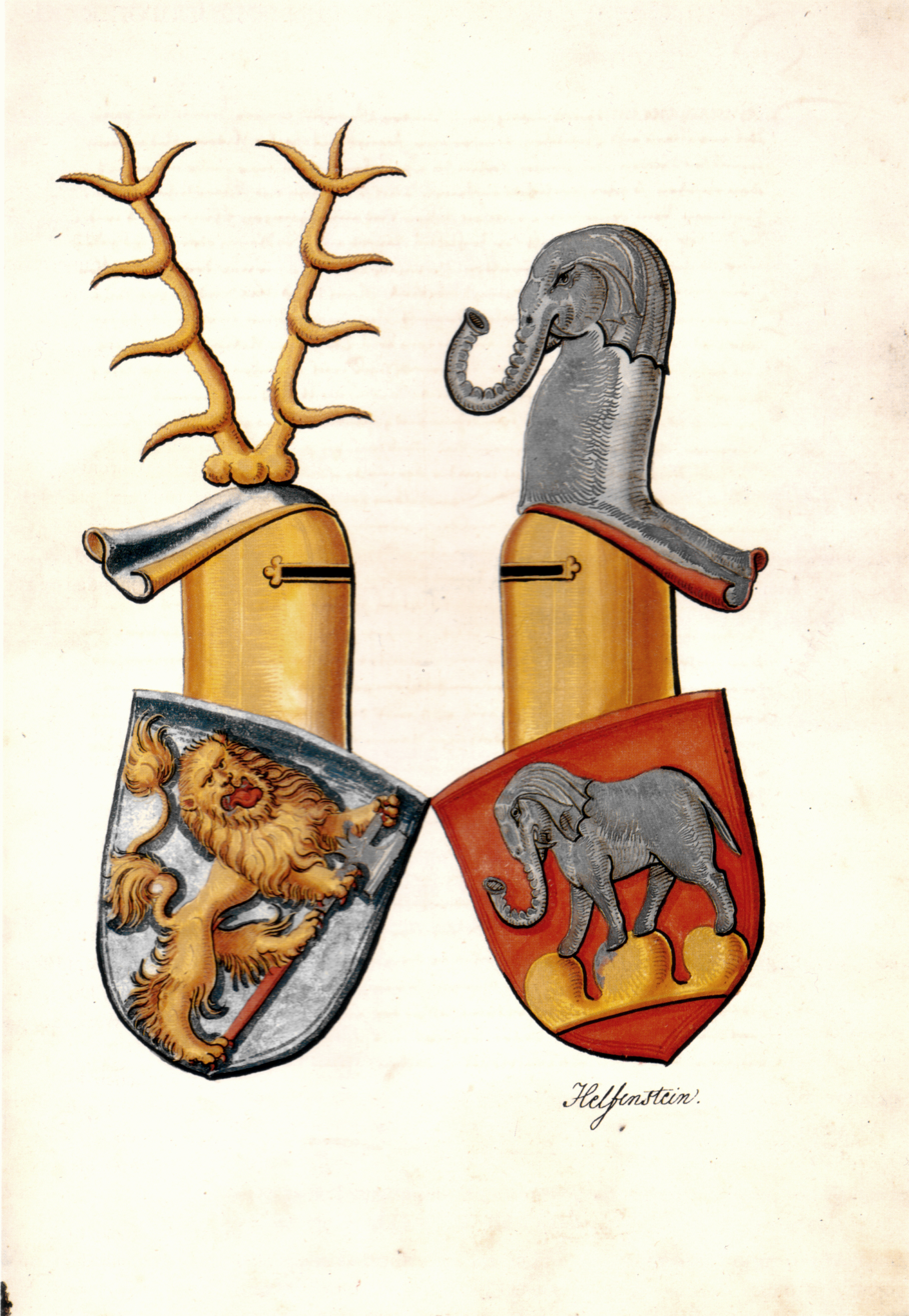
Yelmos con la cimera armada.

### Casco
Es la pieza heráldica figurante en las armas y diseñada como yelmo. El ornamento exterior es indiferentemente designado como casco o yelmo.
El casco es una cofia que forma parte de los ornamentos exteriores del blasón. El casco puede estar surmontado de una corona, cimado con una cimera y estar adornado con lambrequínes.
Los cascos están tarados (es decir orientados) de frente, de tres cuartos o de perfil, y sus batientes (rejados) más o menos de barrotes siguiente el rango del poseedor.
Los heraldistas del siglo XVII intentarías normalizar el diseño de caso en función del título, (ver gentilhombre, barón...) pero la correspondencia ha siempre sido bastante teórica y no es casi nunca respetada.

### Cima
El escudo está cimado de un mueble (generalmente una cofia) ubicada encima de él. Se dice de un escudo surmontado de un muebe como ornamento exterior. Atributo de un yelmo surmontado de una figura animal.

### Cimera

Un ejemplo de cimera con una flor de lis

Ornamento que forma la parte superior de un casco. Figura puesta sobre el timbre del casco que surmonta el escudo de las armerías. Cuando una figura de las armas se alista, frecuentemente es retomada por la cimera.
El casco con cima punteada puede ser ornamentada de un penacho. El casco con cima decorada de manera más elaborada, por cabezas o colas de animales (licorna), o de bustos o miembros nacientes, alas (a medio-vuelo o en vuelo), cuernos, pequeñas banderas....
Inicialmente la cimera tenía una función militar: servía a engrandecer la silueta de su portador para impresionar más a su adversario. Se vuelve entonces un ornamento de desfile, destinado a impactar las imaginaciones de los espectadores antes de la entrada al torneo, pero non a resistirse a la prueba. Como pieza militar, la cimera fue abandonada después del Siglo XVI pero sobrevivió como objeto decorativo de las armerías.

### Cofia
Ornamento exterior que surmonta al escudo y puede tomar formas diferentes: cascos y su cimera, corona, sombrero, tocados (para el primer imperio), tiara (para el papa).

### Collar
Forma parte de los ornamentos exteriores del blasón. El collar es representado rodeando al blasón, la cruz de la orden colgando hacia abajo, sin embargo el escudo está puesto sobre la Cruz de Malta o la Cruz de Calatrava, así como de algunas otras. Los collares de orden representan la o las órdenes de las que es miembro el titular de las armerías. Un escudo es acolado del collar: "De azur llano acolado del collar de San Michel". Los collares se ubican en orden de importancia, del escudo hacia afuera, siendo la más importante, sea por prestigio o por antigüedad, la más cercana al escudo. Si hay dos condecoraciones que ostentan el mismo grado de nobleza, se representan en igualdad de condiciones. Así sucedió con los collares de las Órdenes del Toisón de Oro y Carlos III que rodearon el escudo de armas "grande" de los monarcas españoles hasta 1931.

### Conde
Los condes y vizcondes portan un casco de plata, tarado de tres cuartos, a siete barrotes. Los condes portan un franco cuartel de oro cargado de una figura de azur (o de azur cargado de una figura de oro), un tocado de terciopelo negro, remangado de contra-armiño, con un burelete de oro o plata, surmontado de cinco plumas de plata y cuatro lambrequines, dos de oro y dos de plata. los condes senadores tienen un manto de azur, forrado de blanco.

### Condestable
El condestable porta un casco de oficial, y porta en palo dos espadas altas, tenidas por dos manos nacientes de una nube en terraza.

### Confanón
ver : § Bandera
Estandarte de procesión suspendido en una fusta perpendicular al asta, a tres mangos redondeados. El borde del confanón no incluye la parte de la cima que toca la fusta.
Viene del antiguo alto alemán guntfano, de gundja, guerra, y fano, bandera: estandarte bajo el cual se ordenaban los vasallos llamados por un suzerano. El confanón fue una marca de las iglesias patriarcales (aquel de la iglesia romana era de gules a dos llaves de plata pasadas en sotuer). Se volvió el estandarte de los señores eclesiásticos. De oro al confanón de gules, bordeado de sinople, que es de Auvernia. Un confanón de gules a tres anillos de oro sobre un campo de plata es de Feldkirch (condado en Vorarlberg, Austria).

### Cordel
El cordel es un cordón anudado rodeando al escudo. Los cordeles se distinguen por sus esmaltes y el número de nudos, o borlas, que son siempre un número triangular (uno, tres, seis, diez o quince). Las borlas son repetidas de cada lado y el número de borlas indicados en el blasón puede referirse a este número total.
Es el ornamento exterior del escudo de los eclesiásticos.
ver: § Iglesia católica

### Cordón
Ver : § Iglesia católica

### Corona
La corona presenta diferentes formas, haciendo variar en nombre de florones, siguiendo la jerarquía nobiliaria. Sin embargo, la codificación de las coronas se mantiene artificial y no ha sido nunca estrictamente observada. El mueble utilizado en el blasón es normalmente mucho más estilizado.

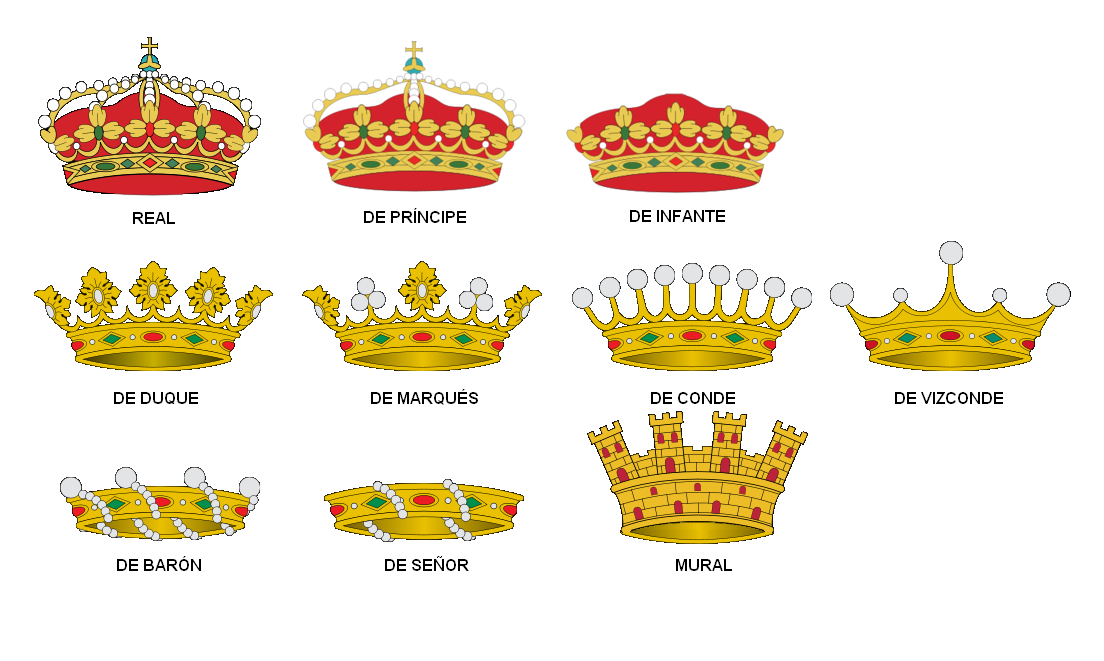
Coronas en heráldica española

#### Corona cívica
La corona cívica evocada por las ramas de roble y de olivo recuerdan el valor cívico. La rama de roble simboliza el poder y la invencibilidad, la rama de oliva recuerda la inmortalidad.

#### Corona mural
Corona formada de torres y de muros, generalmente utilizada para significar la autonomía de una ciudad libre.
Según Veyrin-Forrer: "Este uso no parece remontarse más allá de Napoleón, que otorga estas coronas a las ciudades de primer y segundo orden".

De acuerdo a O. Neubecker, la corona mural se convirtió en la insignia heráldica de las ciudades autónomas desde el siglo XVIII.
La corona mural porta, en principio, un muro almenado y tres torres, una torre central y dos otras en las extremidades del muro. Las torres pueden ser abiertas. El conjunto es generalmente mazonado. El color puede ser de oro o de plata
El número de torres es ordinariamente tres para las comunas simples, cuatro para las capitales departamentales, cinco para la capital. Pueden estar pabellonadas o reproducir ciertas defensas de castillos locales. Se ven, a veces, coronas navales, ver aviales (alas de avión).

#### Corona naval
Corona formada de popas y de proas de naves, generalmente utilizada para significar un gran puerto oceánico.

### Cortina
Colgaduras laterales del canópeo.

### Cruz de procesión
ver : § Iglesia Católica

## D

### Delfín
El delfín es el heredero del rey de Francia. Recibe un casco de príncipe de sangre.

### Divisa

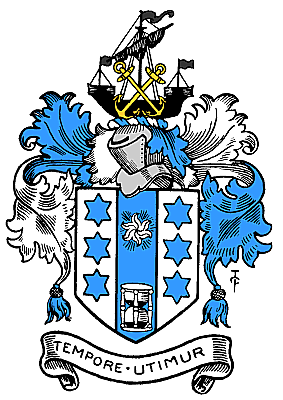
Escudo con divisa

La divisa toma la forma de una banda de pergamino (listón) sobre el que se inscribe una divisa. La disposición de la divisa no es significativa. De una representación a otra, puede rodear el escudo a manera de collar, suscrita o no suscrita. En un armorial, para facilitar una representación sistemática, será generalmente suscrita.

### Duque
Los duques no soberanos portan un caso de plata tarado de frente y a nueve barrotes, con las piezas de la visera móvil, la bordura y las cabezas de los clavos de oro. Los duques soberanos portan el mismo casco que los príncipes soberanos. Los duques del imperio portan un jefe de gules estrellado de plata, un tocado de terciopelo negro, remangado de armiño a siete penachos de plata, con burelete de oro y seis lambrequines de oro, el todo puesto sobre un manto de azur forrado de vero.

## E

### Eclesiástico
ver : § Iglesia católica

### Emperador
Los cascos de los emperadores son usualmente idénticos a los de los reyes.

### Estandarte
ver: § Bandera. Bandera fijada en un asta. El estandarte puede portar un escudo de torneo, es decir en forma cuadrada.

## F

### Forrado
Atributo asociado al forro de un lambrequín, de una cofia o de un manto.

## G

### Gentilhombre
En Francia, el nuevo ennoblecido tiene un casco de plata cerrado, tarado de perfil y sin barrotes. El gentilhombre de tres castas (es decir ennoblecido después de más de tres generaciones) tiene un casco de perfil y a tres barrotes. Los gentilhombres de vieja nobleza tienen un casco tarado de tres cuartos y a cinco barrotes (al igual que los barones).

### Grito
Gritos de guerra, gritos de armas
Grito de concentración figurando en un listel por encima de sus armerías (contrario a la divisa, ubicada por debajo). EL grito de guerra es una interjección destinada a concentrar y alentar a los miembros del partido o de la tropa a servicio del titular.

## I

### Iglesia católica

#### Abad

Escudo de abad

Los abades regulares y los abades comendatarios (que poseían encomienda el beneficio de una abadía) tienen un sombrero de sable acompañado de un cordel, de cada lado, a seis borlas del mismo.
Los abades premonstratenses, cuyo hábito es enteramente blanco, tienen la costumbre de timbrar con un sombrero prelaticio de plata.
El escudo de los abades regulares que han recibido la bendición abacial es, además, surmontado a diestra de una mitra vista de cara y puesta a siniestra sobre un báculo en el que está enganchada una vela, pasada en palo, girada a diestra.

Escudo de abadesa

#### Abadesa
Las abadesas tienen un escudo en losange u oval, rodeado de un rosario, sobre un báculo velado en palo sin mitra.

#### Arcipreste
Los arciprestes portan un sombrero de sable acompañado de un cordel a dos borlas de lo mismo. Estas dos borlas pueden tomar un nudo mediano y caer uno al lado del otro o pueden estar dispuestos uno por debajo del otro.

Escudo de un arzobispo no metropolitano

#### Arzobispo
Los arzobispos tienen un sombrero de sinople acompañado de un cordel a diez borlas de lo mismo. El escudo está puesto sobre una cruz de procesión a doble travesaño.

#### Báculo

Escudo de abad con báculo

Con la mitra, el báculo es una de las primeras insignias pontificias que el arte heráldico haya adoptado como marca de dignidad. Símbolo del Buen Pastor, indica la jurisdicción.
Los abades y todos los prelados inferiores a los obispos enganchan al báculo un vuelo (velum o panisellus o sudarium) partiendo del botón, porque originalmente no existía el uso de guantes en la liturgia pontificia. Este vuelo servía a agarrar el báculo para evitar tocarlo con las manos manchadas.
El báculo es, lo más frecuente, representado abierto a diestra. En Francia, el báculo de los obispos fue, después de muchos siglos, tornada hacia el exterior del escudo, mientras que la de los abades debería estar tornada hacia el centro, significando que su jurisdicción no se aplica fuera del monasterio.
Su uso heráldico ha sido prohibido en las armas episcopales por la Instrucción Ut sive sollicite del 31 de marzo de 1969

#### Bordón
El bordón desciende, como el bastón, de un bastón de peregrino. Lo más frecuente es encontrarlo de plata o de madera recubierto de plata. En su cima, se termina por un botón en forma de manzana, de flor de lis o de una pequeña capilla. Sirve a dar señales durante el oficio coral.
El bordón es la marca de ciertos dignatarios de capítulos que no tienen derecho a las insignias pontificias, como los priores, primicerios, grandes chantres o prechantres.
Es así el timbre de las armas de los priores y superiores locales de ciertas órdenes monásticas.

#### Canónigo

Escudo de canónigo

El timbre heráldico de los canónigos es el sombrero de sable a los cordones a tres borlas de los mismos. Los canónigos de los capítulos privilegiados utilizan el timbre correspondiente a los privilegios acordados a su capítulo.
Los miembros de los capítulos poseyendo colectivamente un título nobiliario (tales como los condes-canónigos de Lyon) pueden al mismo tiempo timbrar sus armas personales con la corona correspondiente. Sin embargo, las coronas representando a la nobleza hereditaria y familiar no pueden ser portadas.

#### Cardenal
Los Cardenales tienen un sombrero de gules acompañado de un cordel a quince borlas de lo mismo. El escudo brochado sobre un cruz de procesión de oro.

#### Cordón

Escudo de cardenal

Es uno de los ornamentos exteriores del escudo de los eclesiásticos (con el sombrero). El cordón es en general representado con sus lazos variados, generalmente de nudos en ocho. Se termina por borlas cuyo número corresponde a la dignidad del poseedor de las armas.
(ver Cordel

#### Coronas y decoraciones
Los eclesiásticos pueden servirse de los ornamentos exteriores correspondientes al título nobiliario adjuntado a su sede, a su abadía o a su capítulo.
Pueden igualmente portar las insignias de las órdenes caballerescas tales como la Orden de Malta o la Orden del Santo Sepulcro. A veces, en función de su rango de pertenencia, portan la cruz de sus órdenes al interior del escudo, en jefe, o en el 1 y 4 de un cuartelado.

#### Cruz de procesión
Signo heráldico de la orden episcopal. Es el único signo que pueden portar solamente los obispos.
Puesta en palo detrás del escudo, es a un travesaño para los obispos y a doble travesaño para los arzobispos, los primados y los patriarcas.
Los cardenales que no han recibido la consagración episcopal no pueden utilizarla, salvo cuando les son legadas por el papa.

#### Eclesiástico
Las insignias eclesiásticas son generalmente el capelo (sombrero de ala ancha) y el cordel. El color del capelo varía generalmente con aquel del cordel, siguiendo la naturaleza del cargo. El número de borlas aumenta conforme la importancia de la dignidad. Los eclesiásticos que tienen un cargo pastoral tienen además el escudo acolado sobre una insignia en asta: campana, báculo, cruz de procesión. En el imperio, los eclesiásticos superponían los atributos imperiales (tocado y penacho) y eclesiásticos (capelo, cordón e insignia).

#### Espada temporal
Puesta en palo detrás del escudo o en sotuer con la cruz, la espada temporal, de plata, representaba la jurisdicción civil antes de la secularización de los principados eclesiásticos. Simbolizaba el derecho de la espada o de la sangre, la alta jurisdicción, acordada con los prelados en sus territorios por el soberano temporal.

#### Llaves

Escudo pontificio –con las llaves– de Pío IV, León X, Clemente VII y León XI, pertenecientes a la familia Médici

Las llaves son un timbre heráldico del pontífice romano con la tiara.
Las llaves designan el poder de atar y desatar acordado por Cristo a Pedro y a sus sucesores.
Puestas en sotuer, la una es de oro, la otra de plata. La llave de oro, que va de diestra a siniestra, significa el poder que se extiende al cielo; la llave de plata simboliza el poder sobre los fieles de la tierra. Están unidas por un cordón de gules, en signo de la unión entre los dos poderes. Las empuñaduras están por lo bajo, pues ellas están en las manos del papa; los paletones están en lo alto, pues el poder de atar y desatar concierne al Cielo. Los paletones están recortados en forma de cruz para recordar que el papa recibe sus poderes por la muerte de Cristo.

#### Mitra
La mitra es la insignia de los obispos y de los abades o de ciertos capítulos privilegiados.
Es una cofia de dos puntas (que aparecen confundidos en las vistas de frente), y dos cernejas o bandas que recaen en los hombros. Las dos puntas y las dos cernejas significan la ciencia de los dos Testamentos que el pontífice debe poseer.
Aparece a veces sobre el blasón mismo: De azur a una mitra de plata, acompañada de tres flores de lis de oro, que es de Saintonge. Azur a una mitra de oro: aparece en las armas de Toledo. Plata a una mitra y una cruz de oro: aparece en las armas de Andorra (obispado de Urgel).
Su uso heráldico fue prohibido en las armas episcopales por la Instrucción Ut sive sollicite del 31 de marzo de 1969

#### Obispo

Escudo de obispo

Los obispos tienen un sombrero de sinople acompañado de un cordel a seis borlas de lo mismo. El escudo está puesto sobre una cruz de procesión a un travesaño.
Dado que su uso estaba muy extendido en el pasado, la mitra y el bastón no timbran más que muy raramente, en nuestros días, las armas episcopales, su uso heráldico habiendo sido prohibido sobre estas armas por la Instrucción Ut sive sollicite del 31 de marzo de 1969

#### Palio
Ornamento litúrgico del papa luego de los obispos metropolitanos y a veces igualmente añadido a ciertos obispos, el palio es una banda circular de lana blanca ornamentada de cruces negras.
Timbra las armas de los arzobispos metropolitanos, puestos en general en la punta del escudo, a veces cimándolo.

#### Papa

Juan Pablo II

Benedicto XVI

Francisco

El escudo es timbrado de símbolos de la dignidad papal: la tiara papal a tres coronas y las llaves. La tiara está puesta en la cima del escudo. Las llaves, puestas en sotuer bajo la tiara, por debajo o detrás del escudo, están unidas por un cordón de gules. Aquella en banda es de oro y aquella en barra es de plata, Benedicto XVI renunció a este uso remplazando la tiara por una mitra, cuyo decorado recuerda las tres coronas de la tiara y añadiendo el palio.
A veces se ven las armas papales timbradas de una cruz con tripe travesaño, en palo detrás del escudo. Siendo una fantasía pura de los artistas, la cruz no siendo un timbre heráldico del papa
Las insignias pontificias, sin el escudo, son empleadas oficialmente por las congregaciones romanas, los oficios y los tribunales de la curia romana, por los nuncios y las delegaciones apostólicas y por los institutos pontificios del mundo entero.
La tiara y las llaves han servido igualmente a la formación de las armas de la Iglesia y de los Estados pontificios.
La tiara sin las llaves -que son reemplazadas por la cruz patriarcal a doble travesaño y el báculo- es igualmente el timbre heráldico del Patriarca de Lisboa desde la concesión del privilegio acordado por el papa Clemente XII.

#### Patriarca
Los patriarcas que no son cardenales timbran sus armas de la cruz a doble travesaño y del sombrero de sinople acompañado de un cordel a quince borlas de lo mismo, como los primados. El cordón y las borlas son a veces representados entremezclados de hilos de oro.

#### Prelados

##### Capellán de Su Santidad
Los prelados de honor timbran sus armerías de un sombrero de sable del cual pende, de cada lado, un cordón a seis borlas de púrpura.

##### Prelado de honor de Su Santidad
Los prelados de honor timbran sus armerías de un sombrero de púrpura del cual pende, de cada lado, un cordón a seis borlas de los mismo.

##### Prelados "di fiocchetto"
Los prelados llamados di fiocchetto timbran de un sombrero de púrpura del cual pende de cada lado un cordón de gules con diez borlas de lo mismo sobre cuatro rangos.
Estos altos prelados de la corte pontificia eran el vicecamarlengo de la Santa Iglesia romana, el auditor general y el tesorero general de la Cámara apostólica y el Mayordomo de Su Santidad.

#### Presbítero
Todos los padres que no tienen un cargo durable pueden timbrar sus armas de un sombrero de sable, con un cordel a una borla de lo mismo, de cada lado.

##### Pronotario apostólico
Los pronotarios apostólicos numerarios y los pronotarios apostólicos supernumerarios timbran de un sombrero de púrpura del cual penden de cada lado cordones de gules a seis borlas de lo mismo, sin la cruz episcopal ni las insignias pontificias (mitra y báculo).
Los pronotarios apostólicos honorarios o titulares timbran de un sombrero de sable del cual penden de cada lado cordones de sable a seis borlas de lo mismo. Los vicarios generales y vicarios capitulares (hoy administradores diocesanos) poseen los privilegios de los pronotarios titulares durante munere (por la duración de su cargo).

#### Primado

Armas de los primados no cardenales

El primado que no es cardenal timbra sus armas como el arzobispo, con una cruz a dos travesaños y del sombrero de sinople con el cordel a quince borlas de lo mismo, como los patriarcas. El cordón y las borlas están a veces representadas entremezcladas con hilos de oro.

#### Prior
Los priores portan un sombrero de sable acompañado de un cordel a dos borlas de lo mismo. Un bordón es pasado en palo detrás del escudo.

#### Rosario
El rosario es el signo heráldico de los religiosos: Las abadesas así timbran sus armas. Los caballeros profesos de la Orden de Malta encierran su escudo, puesto sobre la cruz de Malta, de un rosario de plata cuya cruz reproduce la de Malta.

#### Sombrero
Llamado también capelo o galero. Cofia que forma parte de los ornamentos exteriores, figurando un sombrero de ala ancha, generalmente reservado a los eclesiásticos. Está acompañado de un cordel, cuyo color y el número de nudos (borlas) reflejan el rango del eclesiástico. Ver cordel, abad, obispo, arzobispo, cardenal.

#### Superiores
Los decanos, o vicarios feriantes y los superiores menores y locales de las congregaciones religiosas portan un sombrero de sable acompañado de un cordel a dos borlas del mismo. Estas dos borlas pueden tomar un nudo mediano y caer uno al lado del otro, o pueden estar dispuestos el uno al lado del otro.

#### Superior mayor
Los superiores mayores de las congregaciones religiosas clericales usan un signo de dignidad heráldica propio de los prelados, el sombrero de sable acompañado de un cordel, cada lado, a seis borlas de lo mismo.

#### Superior menor
Los superiores minores y locales de las congregaciones religiosas portan un sombrero de sable acompañado de un cordel a dos borlas de lo mismo. Esas dos borlas pueden tomar un nudo mediano y caen el uno al lado del otro, o pueden estar dispuestos el uno encima del otro.

#### Tenantes
Las armerías oficiales de los prelados no deben tener tenantes.

#### Tiara

Escudo de Pío IX con tiara

La tiara es un tipo de mitra extra-litúrgica del papa, que la portaba en la ocasión de grandes solemnidades. Es un sombrero de plata en forma de cono ovoide, rodeado de tres coronas de oro de la cual penden dos ínfulas de gules. Representan la triple postestad del papa.
Antiguamente se le llamaba regnum como la corona de los emperadores y de los reyes. Con la adición de la segunda corona por Bonifacio VIII después de la tercera por Benedicto XI, ha tomado el nombre de triregnum.

### Imperio
La heráldica del Imperio francés fue instaurada por decreto el 1 de marzo de 1808, lo que crea la nobleza del imperio. Fue abolida con la caída del mismo en 1814. La nobleza del imperio se repartía en cinco grados: príncipes, duques, condes, barones y caballeros.
Contrariamente a los usos, la heráldica del imperio marca en las armas signos de rango y de función y no únicamente en los ornamentos exteriores. El grado es representado en las armas por el jefe o un franco cuartel, además de estar marcado por el número de penachos del tocado que surmonta el escudo. Por los condes y barones, el franco cuartel está cargado de un mueble significando una función. Un mueble, generalmente de oro, marca la función en el franco cuartel:
- los ministros portan una cabeza de león desgarrado (de plata para los ministros empleados del exterior),
- presidente del cuerpo legislativo, las tablas de la ley,
- los senadores una serpiente de plata, rodeada de un espero de oro,
- los consejeros de Estado un ajedrezado,
- los miembros de un cuerpo científico, una palma de plata puesta en banda,
- los arzobispos, una cruz paté,
- los obispos, una cruz de oro escariada,
- los eclesiásticos, una cruz escariada,
- los prefectos, una muralla almenada cimada de un ramo de roble (la muralla no almenada por los subprefectos),
- los alcaldes, una muralla almenada,
- los presidentes del colegio electoral, tres espoletas de oro puestas en faja,
- los miembros del colegio electoral, una rama de roble puesta en banda,
- los propietarios, una espiga de trigo puesta en palo,
- los oficiales o cargos militares, una espada alta de plata guarnecida de oro, los oficiales de salud una espada en palo con la punta hacia abajo,
- los oficiales domésticos, un pórtico abierto, surmontado de un frontón, acompañado: de las letras DA (Domus Altissima) del mismo para la casa del emperador, en corazón de las DJ (Domus Julii) para la casa de los príncipes.

Enlace externo : El sistema heráldico napoleónico Archivado el 25 de diciembre de 2010 en Wayback Machine. (en francés)

## L

### Lambrequín

Lambrequín

En heráldica, los lambrequines son penachos o recortes que penden a los lados del timbre.
(Del flamenco lamper, velo). Largas cintas de tejido partiendo del yelmo y rodeando el escudo. Los lambrequines son normalmente de los colores de las armerías que encuadran. Su diseño es un elemento decorativo donde se puede expresar plenamente el talento de la artista, desde las versiones simples de la Edad Media hasta los raudales y lazos del Renacimiento. Los lambrequines representan las cofias de tela fijadas al casco, cortadas en correas y formando largas caídas, que se portaban sobre los yelmos de justa y de torneos desde el final del siglo XIII.

## M

### Manto
El Manto es un ornamento exterior, formado de una pañería de color forrado de armiño, cayendo alrededor del escudo de armas. El manto puede estar diseñado en las armas del titular sobre sus partes laterales o reproducir los colores del escudo. El manto es un atributo del soberano (y es entonces surmontado de un canópeo, o de príncipe o duque, o designa un cargo de rango elevado. El manto de azur de los pares de Francia está surmontado de un tocado a borlas de oro preso en una corona. Aquel del canciller es de una sábana de oro.

### Mariscal
En Francia, los mariscales y otros grandes oficiales portan un casco de plata tarado de frente y a nueve barrotes, con las piezas de la visera móvil, la bordura y las cabezas de clavos de oro. Los mariscales portan dos bastones flordelisados (bastón de mariscal) en sotuer detrás del escudo. El gran maestro de Francia porta dos bastones de mariscales en sotuer, ornamentados de una corona real. El decano de los mariscales porta a diestra una espada alta y a siniestra un bastón de mariscal, en palo de una parte y de la otra del escudo.

### Marqués
En Francia, los marqueses portan un casco de plata, tarado de tres cuartos y a nueve barrotes (es decir dos más que los condes).

### Mitra
ver : § Iglesia católica

## O

### Obispo
ver: § Iglesia católica

### Oficial
En Francia, los grandes oficiales portan un casco de plata tarado de frente y a nueve barrotes, con las piezas de la visera móvil), la bordura y las cabezas de los clavos de oro. Los atributos varían de acuerdo el cargo del oficial:
- El gran escudero porta dos espadas alfas en un forro flordelisado, en palo de parte y de la otra el escudo.
- El superintendente de finanzas porta dos llaves, a diestra de oro y a siniestra de plata, en palo y paletón en alto.
- El gran chambelán porta en sotuer dos llaves de oro al anillo terminados por una corona.
- El gran maestro de ceremonias porta en sotuer dos bastones de ceremonia.
- El canciller porta un sotuer dos mazas de oro.
- El gran maestro de la artillería porta por debajo del escudo dos cañones sobre sus puestos.

### Oriflamma
ver: § Bandera

## P

### Canópeo
Drapeado en domo que surmonta el manto de los soberanos o príncipes del imperio.

### Pantalla
Cimera en forma de abanico, usualmente guarnecida de plumas o bolas a los colores del escudo.

### Papa
ver : § Iglesia católica

### Patriarca
ver : § Iglesia católica

### Pares
El manto de azur de los pares de Francia está surmontado de un tocado a borla de oro prendida en una corona.

### Pedestal
El pedestal es un  plano colocado debajo de un escudo, a menudo rocas, un montículo cubierto de hierba (monte verde) o algún tipo de paisaje en el que los soportes se representan de pie.

### Penacho
Ramo de plumas surmontando el casco. El penacho está en los colores del blasón, los metales son representados por el blanco. El manojo de plumas puede llamarse piltra.

### Pendón
ver : § Bandera

### Prelados
ver : § Iglesia católica

### Primados
ver : § Iglesia católica

### Príncipe no soberano
- Los príncipes de sangre y príncipes no soberanos portan el mismo casco que los duques. Los duques y príncipes dependientes de un rey o de un emperador portan el manto de púrpura solo, con los pliegues y cortinas levantados de cada lado y surmontado de su corona.
- Los príncipes del imperio portan un jefe de azur, sembrado de abejas de oro. El escudo es puesto en un canópeo de azur sembrado de oro, forrado de armiño, surmontado de un gorro de azur, arremangado de armiño. El escudo está surmontado de un tocado de terciopelo negro, remangado de vero con burelete de oro, surmontado de siete plumas de plata, de las que salen seis lambrequines de oro.

### Príncipe soberano
En Francia, los cascos de los príncipes (o duques) soberanos son de oro, tarados de frente y sin hoja, o con una hoja de once barrotes, como aquellas de los reyes pero menos abiertas. Los príncipes soberanos del imperio portan un jefe de azur cargado de un águila de oro, apoyando un rayo del mismo, las alas extendidas y la cabeza contorneada. El escudo está puesto sobre un canópeo de azur franjado de oro, bordeado de una frisa antigua del mismo, forrado de armiño y surmontado de una corona de oro al gorro de azur.

## R

### Rey
En Francia, los cascos de los reyes y emperadores son de oro, tarados de frente y sin hoja, o con una hoja de once barrotes. El manto de los soberanos está surmontado de un canópeo.

## S

### Sombrero
ver: § Iglesia católica

### Sostén
Tenante figurando una planta o un objeto inanimado. Es parte de los ornamentos exteriores del blasón.

## T

### Tarado

El Escudo de Siam de 1873 a 1910 contó como soportes con un quimérico león-elefante, denominado Kojasiha, y con el "Rey de los Leones" o Rajasiha.

Manera en la cual un casco está orientado: de frente, a tres cuartos o de perfil.

### Tenante
Es parte de los ornamentos exteriores del blasón. El escudo está tenido por tenantes. Figuras de hombre, animal real o quimérico, plantas u otros objetos, ubicados en los flancos del escudo y que parecen soportarlo. Los tenantes pueden estar sobre una terraza.
Como regla general, se le llama tenante más específicamente a las figuras humanas y se habla de soporte para las figuras de los animales y de sostén para los vegetales y objetos inanimados.
El origen de la palabra parece venir del uso que se tenía, en los torneos y justas, de hacer sostener los escudos de los caballeros por los escuderos. Las armerías de los eclesiásticos y las mujeres no portan tenantes.
La elección de los tenantes es libre. Al mismo tiempo, algunos han sido consagrados por el uso (el león y el unicornio británicos, por ejemplo), otros son insignias de función. Los tenantes pueden igualmente estar blasonados (ver las armas de Ajaccio).

### Terraza
ver: § Pedestal

### Tiara
ver : § Iglesia católica

### Timbre
La cubierta oficial que se coloca sobre el escudo para indicar la dignidad o categoría de la persona de que se trata. Se pueden nombrar los timbres siguientes: tiara, capelo, corona, birrete, yelmo.

### Tocado
Cofia siendo parte de los adornos exteriores, utilizada por los pares de Francia encima de su manto. Cofia retomada por la nobleza del imperio, con un número variable de plumeros indicando el rango y la dignidad del titular.

## V

### Visera móvil
Enrejado cerrando el yelmo, cuyo número de barrotes refleja el rango del poseedor.

### Vizconde
ver : § Conde El vizconde es el hijo heredero de un conde.

### Vuelo
Una cimera (o mueble) en forma de alas, frecuentemente decoradas.